# Litochila nohirai
Litochila nohirai är en stekelart som först beskrevs av Tohru Uchida 1930.  Litochila nohirai ingår i släktet Litochila och familjen brokparasitsteklar. Inga underarter finns listade i Catalogue of Life.